# Gymnoascus reessii
Gymnoascus reessii är en svampart som beskrevs av Baran. 1872. Gymnoascus reessii ingår i släktet Gymnoascus och familjen Gymnoascaceae.  Arten är reproducerande i Sverige. Inga underarter finns listade i Catalogue of Life.